# Піві-малюк ялиновий
Піві-малюк ялиновий (Empidonax hammondii) — вид горобцеподібних птахів родини тиранових (Tyrannidae). Мешкає на заході Північної Америки. Вид названий на честь американського військового медика і натураліста Вільяма Хаммонда.

## Опис

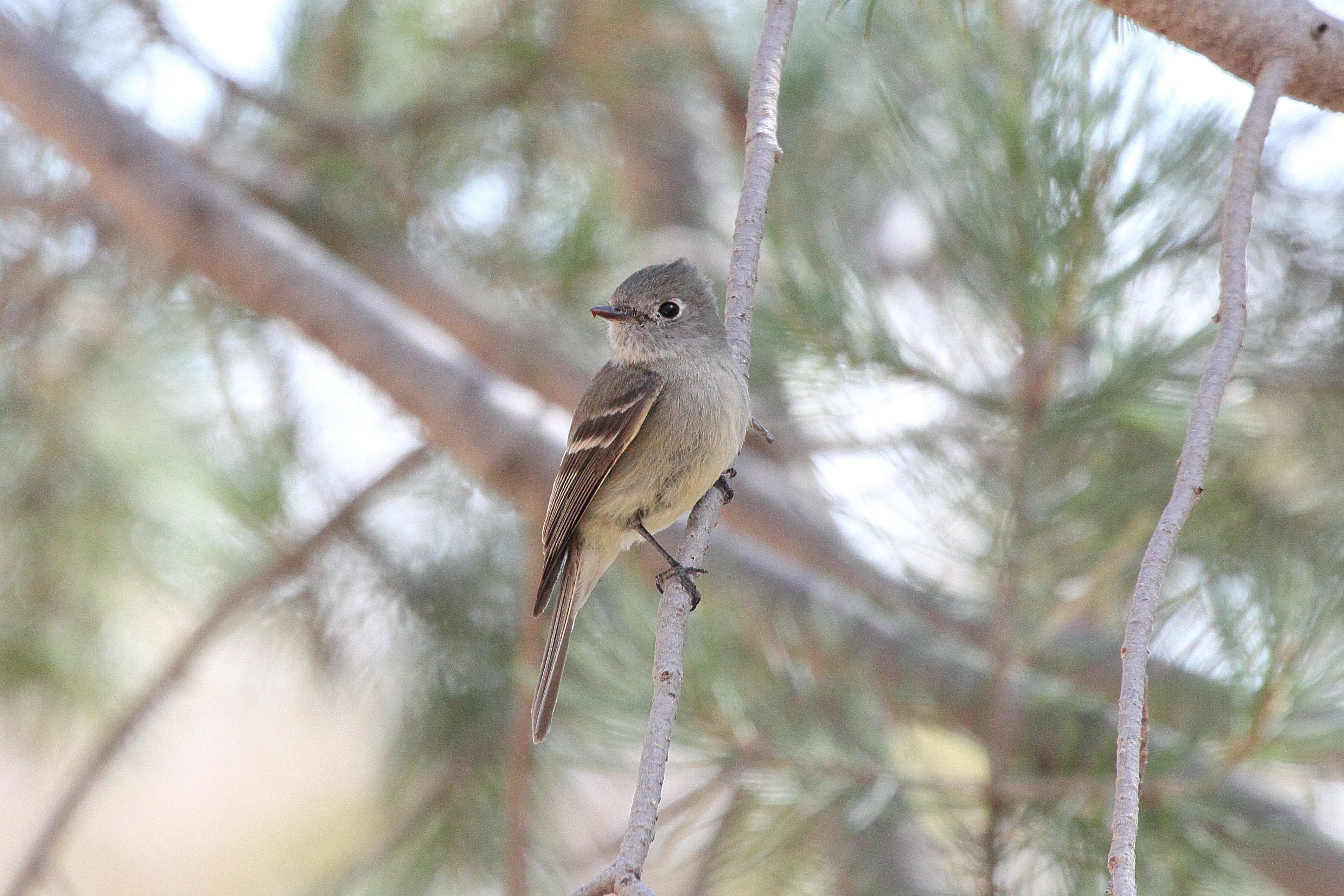
Ялиновий піві-малюк

Довжина птаха становить 12-14 см, розмах крил 22 см, вага 8-12 г. Верхня частина тіла сірувато-оливкова, крила і хвіст більш темні, нижня частина тіла білувата, груди сіруваті, блоки жовтуваті. На крилах білі смуги, навколо очей білі кільця. Дзьоб невеликий, широкий. У молодих птахів смуги на крилах є ширшими, жовтуватими.

## Поширення і екологія
Ялинові піві-малюки гніздяться на Алясці, на заході Канади (Юкон, Британська Колумбія, крайній захід Альберти) та на заході Сполучених Штатів Америки (Вашингтон, Орегон, Айдахо, Каліфорнія, Юта, Невада, захід Монтани, Вайомінгу і Колорадо, північ Аризони і Нью-Мексико). Взимку вони мігрують на південь, на високогір'я Мексики, Гватемали, Гондурасу, Нікарагуа і Сальвадору. Ялинові піві-малюки живуть в густих хвойних і мішаних лісах, на висоті від 1000 до 3000 м над рівнем моря.

## Поведінка
Ялинові піві-малюки живляться комахами та іншими дрібними безхребетними, на яких вони чатують серед рослинності або яких шукають серед листя. Сезон розмноження триває з кінця травня по серпень. Гніздо має чашоподібну форму, розміщується на високих деревах, в розвилці між гілками. В кладці 3-4 кремово-білих, іноді легко поцяткованих рудувато-коричневими плямками яйця. Інкубаційний період триває 15 днів.

## Збереження
МСОП класифікує цей вид як такий, що не потребує особливих заходів зі збереження. За оцінками дослідників, популяція ялинових піві-малюків становить приблизно 20 мільйонів птахів і поступово зростає.